# Mumtaz Mahal
Mumtaz Mahal (perzijski: ممتاز محل‎, rođena kao Arjumand Banu Begum, Agra, Indija, 27. travnja 1593. – Burhanpur, Indija, 17. lipnja 1631.), žena mogulskog cara Šaha Džahana. Izgradnju Taj Mahala u Agri, koji se često navodi kao jedno od svjetskih čuda, naručio je njezin suprug kao njezinu grobnicu.
Rođena je kao Arjumand Banu Begum u Agri u obitelji perzijskoga plemstva. Njen otac bio je Abu'l-Hasan Asaf Kan, bogati perzijski plemić, koji je imao visoku dužnost u Mogulskom Carstvu kao veliki vezir. Bila je i nećakinja carice Nur Džahan, glavne i posljednje žene cara Džahangira, koja je vladala iz sjene.
Udala se u dobi od 19 godina, 1612. godine, za princa Kurama, kasnije poznatog po svom carskom imenu Šah Džahan, koji joj je dodijelio titulu „Mumtaz Mahal” (perz.: „najomiljenija u palači”). Iako je bila zaručena za Šaha Džahana od 1607., na kraju je postala tek njegova druga žena 1612. godine. Osim Mumtaz, Šah Džahan imao je još dvije žene s kojima se oženio iz političkih razloga. Sa svakom od njih dvije imao je po jedno dijete.
Mumtaz i Šah Džahan imali su 14 djece, uključujući Džahanaru Begum (najstariju i najdražu kćer Šaha Džahana) i prijestolonasljednika te najstarijeg preživjelog (prvi je umro s tri godine) sina Daru Shikoha, kojega je Šah Džahan odabrao kao svog nasljednika. On je i došao na tron, ali samo privremeno, jer ga je nadvladao brat Aurangzeb (Šahovo šesto dijete), koji je u konačnici naslijedio svog oca kao šesti mogulski car 1658. godine. Sedmero djece Šaha Džahana i Mumtaz Mahal umrlo je u djetinjstvu, dvoje od boginja.
Mumtaz Mahal umrla je u dobi od 38 godina, 1631. u Burhanpuru, tijekom rođenja svog 14. djeteta, kćeri po imenu Gauhar Ara Begum, zbog jakog krvarenja. Šah Džahan oplakivao je svoju voljenu ženu godinu dana i dao je izgraditi Taj Mahal kao grobnicu za nju, kao spomenik besmrtne ljubavi. Taj Mahal gradio se 22 godine. U njemu su danas jedno do drugoga pokopani Šah Džahan i Mumtaz Mahal. Kao i kod drugih mogulskih kraljevskih dama, ne postoje portreti nje naslikani za njezina života, ali su od 19. stoljeća nastajali brojni prikazi.
Šah Džahan postao je car 1628. godine pa je s njime bila na tronu tri godine, a on je vladao sve do 1658. godine, još dugo nakon njene smrti. Za vladavine i dok je još bila živa, dao joj je titule Malika-i-Jahan („kraljica svijeta”), Malika-uz-Zamani („kraljica vremena”) i Malika-i-Hindustan („kraljica Hindustana”). Car joj je omogućio život u velikoj raskoši. Njena rezidencija, koja je bila dio utvrde Agra, bila je optočena zlatom i dragim kamenjem. Imala je i fontane. Dobila je veliku količinu novca za svoje potrebe. Usprkos mnogobrojnim trudnoćama, mnogo je putovala s carem. Imali su vrlo prisan, emotivan i intiman odnos. Dobila je mnogo njegove pažnje i puno privilegija. Imala je velik utjecaj na careve odluke, savjetovala ga je i imala mogućnost poništenja smrtne kazne za osuđenike. Imala je odobreni pristup carskom pečatu, kojim su se pečatile careve odluke. Pomagala je pjesnicima, učenjacima i talentiranima. Odobravala je donacije, stipendije i mirovine potrebitima.
Po njoj su nazvana dva svemirska kratera, na Veneri i asteroidu 433 Eros, uz krater nazvan po njenom suprugu. O njoj su snimljeni brojni indijski filmovi, prvi u 1926. godini. Poznati francuski parfumer Jacques Guerlain načinio je parfem nazvan Shalimar inspiriran njome.

## Galerija
- Mumtaz Mahal i njena pomoćnica.
- Portret iz 17. ili 18. stoljeća.
- Portret oko 1820. godine.
- Portret oko 1840. godine.